# Vương Tiếu Lôi
Vương Tiếu Lôi (tiếng Trung: 王笑雷; hỗn danh: 夯先生 Hãng tiên sinh; sinh ngày 26 tháng 2 năm 1979), là người gốc Cáp Nhĩ Tân, tỉnh Hắc Long Giang. Ông bị kết án tù vì sản xuất và bán các tài liệu khiêu dâm để kiếm lợi nhuận sau khi quan hệ tình dục với hàng trăm phụ nữ và làm phát tán video khiêu dâm ở Trung Quốc đại lục.

## Tiểu sử
Vương Tiếu Lôi cao 1,8 mét, có bằng thạc sĩ khoa học máy tính, trở về Trung Quốc sau khi du học tại Anh, là giám đốc bán hàng tại Trung Quốc đại lục của Lemay, có thu nhập 1 triệu nhân dân tệ mỗi năm, có vợ và con gái.

## Nội dung khiêu dâm
Vì lý do công việc, Vương Tiếu Lôi thường lui tới sân bay, nhà hàng, quán bar,... và do đó thường tiếp xúc với phụ nữ và thường xuyên quan hệ tình dục với họ.
Trong nửa cuối năm 2015, trong khi lướt xem các trang web khiêu dâm và thấy nhiều người dùng đăng tải các video khiêu dâm tự chụp trên Internet, Vương Tiếu Lôi đã đăng ký một tài khoản với nickname "夯先生" (Hãng tiên sinh) và bắt đầu tải lên một số video khiêu dâm tự quay lên các trang web.
Nhận thấy độ nổi tiếng của bản thân tăng lên, Vương Tiếu Lôi quyết định kiếm tiền bằng cách bán phim khiêu dâm, và ông định giá từng bộ phim một cách rõ ràng và bán chúng công khai trực tuyến. Sau một thời gian, khi nhận thấy bản thân quá bận rộn, ông đã tìm Lưu, một kỹ sư tại một công ty thuộc sở hữu của Pháp ở Nam Kinh, và Dương, một sinh viên học tập tại Hoa Kỳ, để hợp tác. Ông chịu trách nhiệm quay phim và mã hóa các bộ phim, Dương chịu trách nhiệm quảng bá các đoạn phim mẫu trên các trang web khiêu dâm, liên lạc với khách hàng và duy trì trang web, còn Lưu chịu trách nhiệm thu phí từ người mua phim thông qua một phần mềm bên ngoài Trung Quốc. Doanh thu được chia giữa ông và Dương ở mức 80% và 20%, còn Lưu có thể nhận được vài trăm nhân dân tệ cho mỗi lần chuyển tiền thành công. Đến đầu năm 2018, ba người đã bán được hơn 100 bộ phim khiêu dâm cho hàng chục nghìn người mua ở nhiều quốc gia và khu vực, từ đó kiếm được gần một triệu nhân dân tệ lợi nhuận.

## Bị bắt và xét xử
Vào cuối năm 2016, Cục Công an Lệ Thủy, Chiết Giang, Trung Quốc, đã nhận được trình báo từ chủ một quán cà phê Internet rằng có người đã xem phim khiêu dâm trên máy tính tại quán cà phê. Khi Đại đội trưởng Đội Cảnh sát mạng thành phố Lệ Thủy dẫn nhân viên thực thi pháp luật tới hiện trường, những người liên quan đã bỏ trốn, chỉ để lại các trang web khiêu dâm trên máy tính. Thông qua các trang web khiêu dâm, cảnh sát Lệ Thủy đã bắt giữ thành công ba quản trị viên web điều hành các trang web khiêu dâm vào năm 2017. 3 người khai nhận rằng hầu hết các bộ phim khiêu dâm trên trang web được mua từ một trang web quay video và cảnh sát đã mở cuộc điều tra và phát hiện băng nhóm của Vương Tiếu Lôi. Vào tháng 1 năm 2018, cảnh sát đã bắt giữ Dương, khi đang chuẩn bị rời khỏi Trung Quốc tại sân bay Thành Đô, và sau đó đến Nam Kinh để bắt giữ Lưu. Vào ngày 31 tháng 1 năm 2018, với sự hợp tác của cảnh sát Thượng Hải, cảnh sát Lệ Thủy đã bắt giữ Vương Tiếu Lôi tại công ty ở Thượng Hải nơi ông làm việc.
Vào ngày 31 tháng 7 năm 2018, Tòa án Nhân dân quận Liên Đô, thành phố Lệ Thủy, tỉnh Chiết Giang, đã xét xử công khai vụ án, tòa án nhân dân cho rằng ba người vì mục đích trục lợi để sản xuất và buôn bán các tài liệu tục tĩu, tình tiết đặc biệt nghiêm trọng, hành vi của họ đã cấu thành tội sản xuất và buôn bán các tài liệu tục tĩu để trục lợi. Tòa kết án Vương Tiếu Lôi 11 năm tù và phạt 400.000 nhân dân tệ; Kết án Dương 6 năm tù và phạt 150.000 nhân dân tệ; Lưu bị kết án 3 năm tù treo 5 năm và phạt tiền 50.000 nhân dân tệ. Số tiền thu được của ba người là 836.000 nhân dân tệ nộp vào Kho bạc Nhà nước, tịch thu công cụ gây án.